# Łupek piaszczysty
Łupek piaszczysty – skała metamorficzna, powstała wskutek przeobrażenia skał zawierających pierwotnie okruchy frakcji psamitowej, aleurytowej i pelitowej. Posiada oddzielność łupkową. Często widoczne są pierwotne struktury sedymentacyjne.
W Polsce łupki piaszczyste występują w Sudetach (Góry Kaczawskie, Pogórze Kaczawskie, Góry Bardzkie, Góry Opawskie).